# 延友信光
延友信光（のぶとも のぶみつ）は、戦国時代から安土桃山時代にかけての武将。美濃国土岐郡神篦城(鶴ヶ城)主。

## 延友(信友)氏とは
岐阜県安八郡安八町の浄満寺にあった梵鐘（太平洋戦争で供出のため現存せず）の銘に、
『濃州加茂郡笠木山大権現新寄進　本願　延友新右衛門尉　藤原景延　領主　遠山左衛門尉　藤原景前　天文十一稔　寅壬　十一月念日』とあり、藤原景前とは当時、遠山氏宗家で岩村城主の遠山景前のことで、笠木社とは、現在の岐阜県恵那市中野方町にある笠置神社のことである。このことから延友氏は笠置神社周辺を領地としていた遠山氏の一族であることが考えられる。
土岐郡の神篦城は平安時代から鎌倉時代にかけて土岐氏の城であったが、元亨4年9月19日（1324年10月7日）正中の変により土岐頼兼が自刃した後は、建武の新政後の暦応2年（1339年）、土岐頼遠が、父の死により家督を継いで土岐氏惣領となり、美濃守護に就任した。同年に本拠地を神篦城（鶴ヶ城）から美濃平野部の厚見郡に移動、守護所を長森城に定めた。
瑞浪市の開元院を開基した土岐頼元は、頼遠の子孫で、左衛門尉-土岐金吾-道忠-房道-頼房の孫で、土岐遠山三郎兵衛房忠(信友)の父であるとしている。
その後、神篦城（鶴ヶ城）は遠山氏の城の一つとなり、神野遠山氏が城主となった時期があったが、後に延友(信友)氏が城主となった。信友市之丞の後は弟の信友土佐守が城主となったという。
また飯羽間遠山氏の飯羽間城の北東600mにあった信の城(岐阜県恵那市岩村町飯羽間根ノ上)は、神篦城主の子信友市之丞が城主と記されている。(丹羽聞書)

## 遠山氏か土岐氏か
天文21年（1552年）土岐郡の高山城主の高山光俊(伊賀守)が没したが子が無かったため後継する城主が居ない状態となり、早速、可児郡御嵩城主の小栗重則(信濃守)が高山城を攻めて占領しようとした。そのことを知った肥田民部から遠山景前に連絡があったので、景前は甲斐の武田信玄に早馬を送り相談した。
信玄は平井頼母と後藤庄助を大将として、遠山三郎兵衛・遠山左衛門佐・遠山景行・小里出羽守・その子の小里内作・小里助左衛門・小里右衛門太郎らを高山城へ向かわせた。
小栗重則(信濃守)も千人余で大富山に陣を取り川端に押し寄せた。遠山・小里・平井・後藤らは浅野村に陣を取り川を隔てて矢を射かけた。小栗は川を渡って戦い高山城に迫ったが小里親子と遠山景行の30余騎が馬上から鑓を執って真直ぐに進むと小栗勢が敗北したので川を越えて追った。大富山の下で小里出羽守が小栗の長臣を討取ると小栗は引き返したので、肥田村の天福寺の高根で70余りの首実検を行った。
その後、逆に御嵩城は囲まれ落城し小栗重則は自害したという。その結果、御嵩城までが武田氏の勢力下に入った。後藤庄助は討死したが、高山城には平井光行・頼母親子が入り城主となった。(『濃州小里記』)

### 土岐から延友に改姓
天文21年(1552年)～弘治3年(1558年)神篦城主は土岐三郎兵衛信友(土岐遠山三兵衛房忠)であるが、
永禄元年(1558年)～永禄10年(1567年)神篦城主は延友佐渡守信光に替わっている。
土岐頼貞ー土岐長山頼基ー土岐三郎兵衛信友(土岐遠山三兵衛房忠)ー延友佐渡守信光とする説がある。
永禄8年（1565年）、信濃国の諏訪大社から勧請して、神篦諏訪神社を創建し、棟札に名を残している。
また同年には、高野口（神篦城付近）で織田方（森長可）・武田方（秋山虎繁）両軍の軍事衝突が起こった（高野口の戦い）の際には、織田方として武田氏重臣の秋山虎繁の軍を撃退した。
永禄年間後半の土岐郡は、信濃国から西進する武田信玄の勢力と尾張から東進する織田信長の勢力とが衝突する地域となったため武田信玄に仕えていた頃は、土岐三郎兵衛信友としていたが、織田信長に仕えるようになって延友佐渡守信光に改名したとも考えられる。
元亀元年（1570年）には信光寺の大檀那となって開基している。
延友信光(土岐三兵信友)の家臣の石原善四郎は謀反を企てて法明寺の老師に意中を打ち明けて祈願を依頼したが、逆に翻意を促されて恨みを持っていた。
この頃、織田信長は東濃に進出していた武田氏を駆逐するために森長可を将として土岐郡に派遣したが、石原善四郎は森長可に「土岐三兵信友は武田氏に、法明寺は比叡山に通じている」と讒言した。
このことによって元亀2年(1571年)10月18日、法明寺と神篦城は森長可から攻撃を受け、本尊と両脇侍仏と宝物は運び出されたが、城兵・僧兵とも防戦が及ばず焼失した。戦乱が収まった後に、真相を知った森長可と土岐三兵信友は焼失を惜しんで五間・八間の堂宇を再建し、諸仏も彫造彩色された。
その後、織田氏と武田氏は恵那郡の遠山氏を仲介して同盟を結んだ。
元亀3年（1572年）に同盟は破綻し、岩村遠山氏の岩村城は、武田氏重臣の秋山虎繁の手に落ちた。しかし、岩村遠山氏の一族である延友佐渡守は織田方に残ったため、同年11月15日、織田信長からその忠を賞され土岐郡の日吉郷と釜戸郷を与えられた。翌年9月15日には織田信忠からもこれを承認されている。
天正年間の初頭には、織田方が岩村城を攻撃するために、河尻鎮吉を神篦城に居城させた。
天正3年（1575年）5月21日、武田勝頼は長篠の戦いにおいて織田信長・徳川家康連合軍に大敗し、山県昌景・馬場信春ら多くの重臣を失った。このため、織田・徳川による武田反攻が始まることとなる。
信長は嫡男・織田信忠に軍を預けて岩村城に侵攻させた。これに対して武田勝頼は援軍に向かおうとしたが、勝頼の動きを聞いた信長も11月14日に京から岐阜へ向かった。上村合戦で武田(秋山軍)との戦いで生き残った遠山氏の一族・郎党達は織田・徳川方に付いたが、岩村城に秋山虎繁と共に居た遠山氏の一族・郎党達は武田方に付いて籠城した。以前から織田方に付いていた土岐三兵は、神篦城に近く、岩村城の北西の竹折にて、遠山左衛門(半左衛門か？)は北東の中津川に、小里内作は南西の大川に、遠山與介は南東の上村に各々が駐留して、各方面から岩村城への補給路を断った。
そのため岩村城内は飢餓状態となり、この窮地を脱するために、岩村城に立て籠もっていた武田方と遠山方は11月10日に岩村城近くの水晶山の織田方の陣地に夜討ちをかけるなどして信忠軍に対抗したが反撃されて、武田方に付いていた遠山氏の一族・郎党は達討死し大将格21人に籠城兵3千人の内1千百人を失ったため武田方は戦意を喪失した。窮地に陥った秋山虎繁は、信長に降伏を申し出て、岩村城を明け渡した。

### 延友から遠山に改姓
天正3年から天正9年の間に延友佐渡守から遠山佐渡守に改姓している。

## 長男の遠山半左衛門
天正9年（1581年）10月13日、信長の命令を受けた滝川一益が遠山半左衛門と奥三河の奥平喜八郎宛に送った書状が残っており、当時、半左衛門は、奥平喜八郎とともに滝川一益の配下にあったことが分かる。
天正10年（1582年）本能寺の変直後、6月25日には羽柴秀吉の命令に対しすぐに応じて人質を差し出したことに対し、その功を賞された。そして森長可の麾下に入った。
天正10年（1582年）7月、森長可と斎藤利堯との間で行われた加治田・兼山合戦では、嫡男の遠山半左衛門が加治田城下を攻めて放火し、長沼藤治兵衛を銃撃して討ち取り、その他の多くの者にも手負いをさせた。延友(遠山)側にも多少の手負いが出たため森長可から労われた。その後、半左衛門は岐阜に進んで守備に就いたことを秀吉から遠山佐渡守宛に報じている。
天正10年（1582年）12月21日、羽柴秀吉・丹羽長秀・池田恒興から、遠山佐渡守と嫡男の遠山半左衛門宛に、信長の死後の織田氏は織田信雄を名代とし、三法師を正式な後継者として決めたので、美濃の諸将は残らず岐阜城へ挨拶に来たのにも拘わらず、遠山佐渡守・半左衛門の二名は来なかったが認めるように。美濃国において従わない者は屈服させる。この件は森長可から伝えると連署状が送られて来た。
また同年同月、森長可からも、加治田・兼山合戦で、遠山半左衛門が加治田城下を攻めて放火し、長沼藤治兵衛を銃撃して討ち取り、延友(遠山)側にも多少の手負いが出たことを労いつつ、佐渡守を城に残して半左衛門は岐阜城に来るべきであると説得にあたっている。
天正11年（1583年）4月の賤ヶ岳の戦いの際には森長可に従わなかったため攻撃され、神篦城を離れ徳川家康を頼って美濃を去った。
天正12年（1584年）に勃発した小牧・長久手の戦いでは苗木遠山氏・明知遠山氏・串原遠山氏と共に徳川方の井伊直政の配下として参戦した。明知城は森長可の家臣の石黒藤蔵・関左門の2人が守っていたが、3月遠山佐渡守より、家康に明知城の様子と夜討ちをかけたことを知らせている。
同月、家康は遠山佐渡守に対し、所領安堵と、今後の活躍によっては新領地を与えることを約束した。
4月17日、明知の遠山利景は策を講じてこれを襲い、城を奪還すると共に首級15を挙げた。そのうち3つを小牧の家康本陣に送り、西尾吉次と本多正信が首実検をし、論功行賞で明知遠山氏は所領安堵が認められた。
さらに加勢を受けて手薄な森長可の領地を攻めたが、長可の家臣各務元正の守る岩村城への攻撃は失敗し遠山半左衛門が討死したため、それ以上の侵攻は頓挫した。
同年10月、家康は遠山佐渡守に遠山半左衛門が討死したことのお悔やみと、半左衛門の弟の遠山茂兵衛に忠勤に励んでほしいとの書状を送った。
遠山佐渡守(信光)は、いつどこで亡くなったかは不明であるが、江戸幕府が成立後に家康は、土岐郡神箆村は岩村藩に、釜戸郷と日吉郷は木曾衆に与えている。

## 子孫
- 遠山佐渡守の次子で、遠山半左衛門の弟の遠山茂兵衛と、半左衛門の息子(佐渡守の孫)の遠山平兵衛が生き残った。

- 遠山茂兵衛は、備前岡山へ移り、岡山城主の宇喜多秀家に仕えた。(岡山市北区には延友という地名がある)。関ヶ原の戦いで西軍が敗れて宇喜多氏が改易されると四国へ渡り土佐藩の山内家の家臣を経て今治藩松平家の家臣となり、そこにおいて重臣として活躍した。

- 遠山平兵衛は、豊臣政権下では、讃岐高松藩の生駒氏に仕えた。生駒氏が改易になると、浪人となり、その後死亡した。

- 平兵衛の子の遠山伊兵衛はその後に高松藩主となった高松松平家に仕えて、子孫は代々、遠山卯兵衛と称した。

- 時期は不明であるが、信光は土岐郡妻木城主の妻木貞徳に娘を嫁がせている。その娘が生んだ孫の妻木頼忠は、関ヶ原の戦いの前哨戦の東濃の戦いにおける戦功により、江戸幕府成立後には7,500石の交代寄合(参勤交代する旗本)となった。

## 関連寺院
信光寺 (瑞浪市)